# Cadillac Série 70
La Cadillac Series 70 (modèles 70 et 75) est une série de voitures full-size à moteur V8 produites par Cadillac des années 1930 aux années 1980. Elle a remplacé la 355E de 1935 en tant que voiture grand public de la société au moment même où la Série 60, bien plus abordable, a été introduite. Les Series 72 et 67 étaient similaires à la Series 75, mais les 72 et 67 ont été produites sur un empattement légèrement plus court et plus long respectivement. La Series 72 n'a été produite qu'en 1940 et la Series 67 n'a été produite qu'en 1941 et 1942. Pendant une grande partie de l'après-guerre, il s'agissait de la Cadillac haut de gamme et de l'offre de limousine fabriquée en usine par Cadillac.
La production de la Series 70 à empattement court a cessé en 1938, mais est réapparue brièvement en tant que la Series 70 Eldorado Brougham a toit rigide quatre portes, relativement coûteuse, de 1957 à 1958, tandis que la série 75 à empattement long a fait sa dernière apparition dans l'année-modèle 1987.

## 1936-1937
Les Series 70 et 75 de 1936 avaient toutes deux des styles de pare-brise en forme de V par Fleetwood. Une coque de radiateur plus étroite était supportée par le nouveau style de grille Convex vee. Les phares étaient montés sur la coque du radiateur. Les feux de stationnement étaient à l'intérieur des phares avant. Les ailes avant étaient neuves avec un pli le long de la ligne médiane. L'évacuation du capot a été changée en ouverture vers l'avant. Il y avait des coffres intégrés sur les styles « touring », des voitures town car et des cabriolets 4 portes. Les coupés et les cabriolets 2 portes avaient des sièges strapontins et une porte séparée pour le pneu de secours à l'extrême arrière du pont. Toutes les carrosseries utilisent désormais le Turret Top Fisher,.
Les séries 70 et 75 étaient propulsées par le nouveau V8 monobloc de 5,7 L, Ce moteur de 135 ch (101 kW) était à la fois moins cher et plus puissant, et la carrosserie élégante de Fleetwood aurait dû faire des Series 70 et 75 un succès instantané. Cependant, le prix élevé (2 445 $ et plus) a limité leur attrait à l'époque de la Grande Dépression. Seuls 5 248 exemplaires ont été vendus pour 1936.
En 1937, les carrosseries étaient les mêmes, sauf pour les moulures goutte à goutte allant du bas du montant de devant et au-dessus des portes et de la lunette arrière, de nouvelles ailes et pare-chocs, des phares fixés rigidement (ajustés par un réflecteur mobile), des disques de roue incorporant un enjoliveur ; un coffre intégré a été incorporé sur la plupart des carrosseries. Une calandre en coquille d'œuf moulée sous pression a été utilisée, mais le traitement des volets de capot différait de celui utilisé dans les voitures à carrosserie Fisher. Des bandes chromées moulées sous pression ont été utilisées à l'arrière des panneaux latéraux du capot. Une berline de tourisme spéciale à carrosserie Fisher à sept places, sans fenêtre de division, était offerte sur l'empattement de 138,0 po (3 505 mm). Ces deux styles de carrosserie avaient les persiennes du capot en forme d'œuf typiques de toutes les Cadillac à carrosserie Fisher pour 1937. La gamme de voitures Business comprenait des versions à huit places de ces berlines spéciales ainsi que des versions à huit places des styles de carrosserie Fleetwood. Le huitième passager était assis avec deux autres sur des sièges auxiliaires. Un châssis commercial sur un empattement de 156,0 pouces (3 962 mm) a été offert. Les changements de moteur comprenaient un volant plus léger, un générateur déplacé, un filtre à huile, un nouveau carburateur avec starter électrique entièrement automatique, un nettoyant à bain d'huile et un distributeur relocalisé. Une nouvelle conception de transmission comprenait des synchroniseurs à broches, des rails de levier de vitesses déplacés sur le côté du boîtier, un couvercle sur le fond du boîtier et une extension intégrée à l'arbre principal de transmission. Les ventes ont totalisé 4332.

## 1938-1940
Pour 1938, les Series 70 et Series 75 Special carrosserie Fisher ont été abandonnés. La Series 75 utilisait un empattement de 3600 mm (141 pouces) et ne proposait désormais que des carrosseries Fleetwood.
En 1938, la Cadillac Series 65 et la Series 75 partageaient un nouveau style d'extrémité avant avec une grille cellulaire verticale massive, trois ensembles de barres horizontales sur les côtés du capot, un capot en alligator et des phares sur l'espace de remplissage entre les ailes et le capot. Des couvertures latérales en option ont été articulées sur les ailes. Les quarts de fenêtres étaient de construction coulissante plutôt qu'articulée. L'arrière de la carrosserie avait des coins plus ronds et des lignes plus harmonieusement mélangées. Le coffre avait plus l'apparence d'être une partie intégrante de la carrosserie. Les carrosseries étaient tous en acier, à l'exception des seuils principaux en bois. Les nouveaux détails du châssis comprenaient un changement de vitesse sur colonne, des klaxons juste derrière la calandre, une batterie sous le côté droit du capot, un silencieux transversal juste derrière le réservoir de carburant, des roues d'un autre fabricant, un volant « Synchro-Flex », un essieu arrière hypoïde et la suppression du filtre à huile. Toutes les Cadillac partagent le même V8 à tête en L de 346 pouces cubes, bien que le 75 génère 140 ch (104 kW) au lieu de 135 ch (101 kW) comme le reste de la gamme grâce à un taux de compression plus élevé de 6,70:1, nécessitant l'utilisation d'indice d'octane supérieur.
Pour 1939, tous les V8 Cadillac avaient un nouveau style de calandre; d'apparence similaire mais de dimensions de détail différentes sur chaque série. La grille centrale pointue et les grilles latérales fonctionnelles étaient moulées sous pression, avec des barres à pas fin. Une seule persienne moulée sous pression a été positionnée à l'arrière de chaque panneau latéral de la toile. Des phares ont de nouveau été attachés au boîtier du radiateur. Les changements de châssis inclus: tube et noyau de radiateur à ailettes; klaxons en forme de coquillage sous le capot; Bougies d'allumage de 10 mm.
En 1940, la Series 72, d'une duree d'un an seulement, a été introduite en tant que compagnon moins cher de la Series 75. 1940 a été la dernière année pour les montants latéraux en option. Les phares à faisceau scellé faisaient partie de l'équipement standard. Le collecteur du moteur a été réglé à cinq degrés par rapport au moteur pour annuler l'inclinaison vers l'arrière du moteur et donner une distribution équilibrée.

### Series 72
La Series 72 avait la même apparence générale que la Series 75, mais elle était de trois pouces plus courte et séparée par des feux arrière rectangulaires placés haut sur les côtés du coffre. La direction à recirculation de billes a été essayée sur la Series 72 en 1940, pour être adoptée sur toutes les séries en 1941. Comme la Series 75, elle était carrossée Fleetwood, mais roulait sur un empattement de 138 pouces (3 500 mm).

## 1941-1949
Pour 1941, l'empattement a été réduit à 136 po (3 454 mm), bien que la puissance du moteur V8 à tête en L de 5,7 L atteignait 150 ch (112 kW). Le capot monobloc descendait plus bas à l'avant, comprenait les panneaux latéraux et s'étendait latéralement aux ailes. Un seul panneau rectangulaire de garniture de persiennes a été utilisé de chaque côté du capot. La grille rectangulaire était large, verticale et bombée au milieu. Des feux de stationnement rectangulaires ont été intégrés dans les coins extérieurs supérieurs de la grille. Des phares étaient maintenant intégrés dans le nez des ailes, et des phares antibrouillard intégrés étaient prévus sous les phares. Trois lances chromées sont apparues sur la partie arrière des quatre ailes. Les jupes de garde-boue arrière étaient standard. Contrairement aux autres Cadillac, la série 75 ne pouvait être commandée qu'avec des marchepieds.
La calandre est devenue plus massive en 1942, avec encore moins de barres. Les feux de stationnement sont devenus ronds et les prises de feux antibrouillard sont devenues rectangulaires et ont été incluses dans la zone de la grille. Une forme de balle est apparue sur le dessus des protections de pare-chocs. Le nez sur les persiennes du capot était plus arrondi. Contrairement aux autres Cadillac, le traitement des ailes est resté inchangé. Un nouveau système de ventilation d'air frais avec des conduits d'air menant de la grille a remplacé les ventilateurs de capot. Le contrôle du frein à main est passé du levier à la poignée de traction en forme de T. La commande de l'obturateur du radiateur de la température du moteur a été remplacée par un thermostat de type blocage dans le raccord de retour d'eau du radiateur.
La Series 75 est revenue après la guerre en tant que plus grand modèle de Cadillac. Il a conservé la plupart de son style d'avant-guerre et a roulé sur l'empattement long de 3 500 mm (136 pouces) et a utilisé une carrosserie distinctive non partagé avec les autres divisions de General Motors. Cinq configurations différentes de berlines de tourisme ont été présentées : avec des fenêtres à quart ; avec sièges d'appoint auxiliaires ; Business ; Imperial à sept places et Imperial à neuf places (les deux derniers ayant tous deux des sièges d'appoint). Le moteur était le même V8 à tête en L de 346 pouces cubes utilisé par d'autres Cadillac cette année-là. L'équipement standard comprend de grands disques de roue, des jupes d'aile, un capot, des moulures de ceinture de caisse latérales et inférieures et des marchepieds en acier inoxydable.
Inchangée dans tous ses détails sauf en 1947, la grande Series 75 a continué à être une berline de tourisme avec une apparence d'avant-guerre majestueuse. Elle est vendue dans les cinq mêmes configurations commercialisées l'année précédente, offrant le même assortiment d'équipement standard adapté à l'acheteur de la classe de luxe.
Il a été envisagé de supprimer la ligne à empattement long en 1948, mais la pression concurrentielle de Packard sur le marché de la classe de luxe a dicté le maintien de la Series 75. Encore une fois, ils ont présenté le style « Turret Top » à l'ancienne de General Motors, un retour aux années d'avant-guerre. Des révisions mineures à l'extérieur des voitures ont inclus un nouveau fond pour l'emblème du capot en forme de V et le script Cadillac, remplaçant le lettrage, bas sur les ailes derrière l'ouverture des roues avant. Les acheteurs de phares antibrouillard ont obtenu des lampes rectangulaires à la place du style rond plus petit. Des marchepieds en acier inoxydable ont été revus. Un nouveau tableau de bord avec un groupe d'instruments de style arc-en-ciel et des garnitures en cuir s'étendant jusqu'aux tapis a été vu cette année.
Pour accueillir les acheteurs de luxe, la Series 75 à empattement long a été reportée en 1949 sans aucun changement de base, sauf qu'un design de tableau de bord plus conventionnel est apparu avec un compteur de vitesse horizontal. Le nouveau Cadillac OHV V8 a été la grande nouvelle pour 1949. Ce moteur de 5,3 L produit 160 ch (119 kW).

### Series 67
La Series 67 de 1941-42 était un peu plus longue que la 75. C'était une voiture carrossée de Fisher, mais elle roulait sur un empattement de 3 030 mm (3 530 mm).
La Series 67 comportait l'utilisation de tôlerie standard, qui était similaire et dans la plupart des cas interchangeable avec les séries inférieures 61 et 62. La Series 67 avait donc une apparence plus familiale car la Series 75 était plus grande, et donc plus formelle. La Series 75 comportait un capot supérieur, et la hauteur du capot a été étendue pour accueillir cette hauteur supplémentaire. L'espace intérieur de la Series 75 était plus grand et sa carrosserie plus haute facilitait l'entrée et la sortie du véhicule.

## 1950-1953
Une toute nouvelle Series 75 a été introduite pour 1950 qui était conforme au style d'après-guerre introduit sur d'autres Cadillac en 1948. Elle devait remplacer la conception d'avant-guerre datant de 1941 par un nouvel empattement de 3 730 mm (146,8 pouces). Il comportait un style à six fenêtres, un pare-brise en une seule pièce, l'absence de marchepieds et une apparence de type limousine à « hauteur sous plafond élevée ». Des sièges pour 7 passagers ont de nouveau été offerts via des sièges d'appoint dans la berline, la berline Business et la berline Imperial. Étonnamment, la transmission automatique Hydramatic était facultative, mais les lève-vitres électriques étaient de série.
Un lifting mineur et de petites variations de garniture ont été les principales nouveautés de Cadillac en 1951. Des grilles miniatures en casier à œufs ont été installées dans les panneaux d'extension de la grille extérieure sous les phares. De plus grands pare-chocs en forme de balle ont été utilisés. Des sièges d'appoint ont été utilisés à la fois dans la berline à sept places et dans la limousine Imperial. La transmission automatique Hydramatic était optionnelle et les lève-vitres hydrauliques étaient de série. Les berlines Business ont été construites en nombre limité sur commande spéciale.
En 1952, pour commémorer le 50e anniversaire de Cadillac, les emblèmes du capot et du pont en forme de V ont été réalisés sous forme de pièces moulées en or. Les panneaux enveloppants la calandre ont été redessinés une fois de plus avec une large garniture chromée sous chaque phare  et un emblème ailé de couleur or monté au centre. Les feux de recul faisaient désormais partie de l'équipement standard et étaient intégrés aux feux arrière. À l'arrière, toutes les Cadillac ont adopté un système d'échappement double à travers le pare-chocs. Bien que toutes les Series 75 aient été carrossées Fleetwood depuis 1938, ce n'est qu'en 1952 que le script Fleetwood est apparu sur le couvercle du pont arrière. Les caractéristiques de l'équipement étaient les mêmes et aucune berline Business n'a été construite. La puissance du moteur atteignait 190 chevaux (142 kW) en 1952. Il empruntait les pare-chocs en forme de balles (ou dagmars) comme style comme vue sur le concept car Le Sabre de 1951.
1953 voit une calandre redessinée avec des pare-chocs et des protections de pare-chocs intégrés plus lourds, le repositionnement des feux de stationnement directement sous les phares et des portes de phares chromés de type « sourcil ». Les disques de roue ont été façonnés dans un nouveau design de disque attrayant. Sinon, les caractéristiques d'apparence et l'équipement étaient à peu près les mêmes que les années précédentes. Les modèles de production standard comprenaient la limousine Imperial à huit places avec cloison en verre ou la berline à huit places, toutes deux avec sièges d'appoint.

## 1954-1956
La grosse voiture de la Series 75 à « hauteur sous plafond élevée » était une limousine à huit places avec cloison pour conducteur ou une berline à huit places sans cloison, toutes deux dotées de sièges d'appoint. La Series 75 comprenait une carrosserie d'apparence plus lisse, un nouvel insert de calandre cellulaire et des pare-chocs avant à ailes de mouette inversés et des pare-chocs coniques de style Dagmar. Des sorties d'échappement doubles à jet rond ont été intégrées aux extensions de pare-chocs verticales et le pare-chocs arrière a été entièrement repensé. Un pare-brise enveloppant de style Eldorado a été prévu. Une large entrée de ventilateur était maintenant étirée sur la base du pare-brise et l'apparence des phares à visière chromée était soulignée. Des ornements en forme de V sont apparus sur le capot et le couvercle du pont avec l'écriture Fleetwood à ce dernier endroit. L'empattement atteignait 149,8 pouces (3,805 mm) en 1954 et la puissance du moteur passait à 230 ch (172 kW).
En 1955, la calandre a été repensée avec des espaces plus larges entre les balais et les feux de stationnement ont été repositionnés directement sous les phares. La garniture du modèle à empattement long de la Series 75 se distingue des autres lignes. Un script Fleetwood est apparu sur le couvercle du pont arrière. L'aspect de hauteur sous plafond élevée a été revu. La berline et la limousine comportaient toujours des sièges auxiliaires pour une capacité de places supplémentaire et la limousine Imperial avait une cloison de conduite en verre à commande hydraulique. La puissance du moteur a été augmentée à 250 ch (186 kW). Une configuration facultative de carburateur à double quatre cylindres offre 270 ch (201 kW). La transmission automatique Hydramatic était désormais un équipement standard.
En 1956, il y a eu une nouvelle calandre, avec un insert texturé plus fin, et le repositionnement des feux de stationnement dans les pare-chocs, sous les protections d'aile. Les acheteurs ont eu le choix entre la calandre standard satinée ou une finition dorée en option. Le script Cadillac a été placé sur le côté gauche. Une étroite moulure chromée et neuf persiennes verticales ont été observées. La garniture latérale était à peu près la même qu'en 1955, à l'exception de l'ajout de moulures d'extension d'échappement sur le garde-boue arrière. Un script Fleetwood est apparu sur le couvercle du pont et le style de la limousine a été revu. La berline et la limousine avaient des sièges auxiliaires et la limousine Imperial comportait à nouveau une cloison pour conducteur en verre. L'équipement standard était comparable à l'année précédente. Le moteur a été propulsé à 6,0 L pour 285 ou 305 ch (213 ou 227 kW) en 1956.

## 1957-1958
En 1957, un cadre tubulaire en X sans rails latéraux a été adopté. Cela a entraîné une plus grande rigidité structurelle et a permis une carrosserie inférieure sans perte d'espace utilisable. Le style de l'extrémité avant était marqué par des embouts de protection de pare-chocs en caoutchouc et des lampes circulaires doubles installées dans la section inférieure du pare-chocs. La Series 75 était identifiables par des moulures en métal brillant, juste a l'avant des ouvertures des roues arrière, mises en évidence par sept fentes horizontales. La Series 75 etait vendue en limousine ou en configuration berline à neuf places, toutes deux avec sièges auxiliaires. La puissance était de 300 à 325 ch (224 à 242 kW) pour 1957.
En 1958, il y avait une nouvelle calandre comportant de multiples « crampons » ronds à l'intersection des éléments horizontaux et verticaux. L'insert de la grille était plus large et de nouveaux pare-chocs étaient positionnés plus bas par rapport aux feux de stationnement. De nouveaux phares doubles ont été utilisés et de petites ailettes chromées décoraient les ailes avant. Les ailerons arrière étaient moins prononcés et les attaches de garniture ont été révisées. La limousine et la berline à empattement long pour neuf passagers étaient à nouveau disponibles.
La Cadillac Eldorado Brougham 4 portes a toit rigide très cher et exclusif a marqué le retour du nom de la Series 70, mais pendant seulement deux ans, à partir de 1959-1960, l'Eldorado Brougham a été désignée Series 6900, et a été abandonnée par la suite. Annoncée en décembre 1956 et lancée vers mars 1957, la Series 70 Eldorado Brougham était une voiture de série limitée fabriquée à la main, dérivée des concept car Park Avenue et Orleans de 1953-1954. Conçu par Ed Glowacke, il a présenté la première apparition de phares quadruples et une garniture totalement unique. L'ornementation extérieure comprenait de larges panneaux de beauté arrière inférieurs nervurés s'étendant le long des bas de caisse et une « anse » de carrosserie sculptée de façon rectangulaire, mise en évidence par cinq fentes horizontales sur les portes arrière. Cette quatre portes à toit rigide avec portes suicide arrière était une voiture ultra-luxueuse qui coûté 13 074 $, soit deux fois le prix de tout autre Eldorado de 1957 et plus que la Rolls-Royce Silver Cloud de la même année. Il comportait un toit en acier inoxydable, une suspension pneumatique, les premiers sièges électriques à « mémoire » automatique, un V8 à quatre cylindres double, des pneus à profil bas avec des parois blanches minces, un ouvre-coffre automatique, un régulateur de vitesse, un refroidissement à haute pression système, visières solaires polarisées, radio à double haut-parleur à recherche de signal, antenne électrique, frein de stationnement à déclenchement automatique, serrures électriques, système de chauffage double, boîte à gants aimantée argentée, gobelets à boissons, distributeurs de cigarettes et de mouchoirs, rouge à lèvres et eau de Cologne, compact pour femmes avec poudre feuilletée, miroir et cahier en cuir assorti, peigne et miroir, atomiseur Arpège au parfum Lanvin, démarreur automatique avec fonction de redémarrage, Autronic Eye, horloge électrique à tambour, vitres électriques, roues en aluminium forgé et climatisation. Les acheteurs de Broughams avaient le choix entre 44 combinaisons intérieures et garnitures en cuir complet et pouvaient sélectionner des articles tels que les tapis Mouton, Karakul ou en peau d'agneau. L'Eldorado Brougham de la Series 70 de 1957 a rejoint la Sixty Special et la Series 75 en tant que seuls modèles Cadillac avec des carrosseries Fleetwood bien que le script ou les emblèmes Fleetwood n'apparaissent nulle part à l'extérieur de la voiture,, ce qui marquerait également la première fois en 20 ans qu'une voiture carrossée Fleetwood était associée au nom de Brougham. Il y a eu de graves difficultés avec la suspension pneumatique. Certains propriétaires ont trouvé moins cher de retirer le système et de le remplacer par des ressorts hélicoïdaux conventionnels. Seuls 400 Eldorado Broughams Series 70 ont été vendus en 1957.
Les principaux changements apportés à la Series 70 Eldorado Brougham en 1958 ont été observés à l'intérieur de la voiture. Les panneaux intérieurs des portes supérieures ont été finis en cuir au lieu de la finition en métal utilisée en 1957. De nouveaux enjoliveurs sont également apparus. Quarante-quatre combinaisons de garnitures étaient disponibles, ainsi que 15 couleurs spéciales de peinture monotones. Au total, 304 Eldorado Broughams Series 70 ont été vendus en 1958. 1958 a été la dernière année pour la production domestique de la Series 70 Eldorado Brougham, fabriquée à la main, à l'usine Cadillac de Détroit, alors que la fabrication future des carrosseries spéciales a été transférée à Pininfarina de Turin, en Italie. Elle a été rebaptisée Series 6900 en 1959.

## 1959-1960
La Cadillac de 1959 incorporait un style totalement nouveau, avec un grand aileron arrière, des feux arrière jumelés, de nouveaux motifs de calandre en forme de bijou et des panneaux de beauté de couvercle de coffre assortis personnifiaient ces voitures. Le numéro de code interne du modèle est passé de 7500 à 6700, conformément au nouveau schéma de numérotation de Cadillac, mais le nom commercial est resté « Series Seventy-Five ». Les modèles de production étaient à nouveau une berline de neuf places et une limousine Imperial avec des sièges d'appoint auxiliaires. Le terme « Imperial » n'a plus été utilisé peu de temps après que Chrysler a présenté ses berlines et limousines de luxe de haut niveau avec l'Imperial en 1955.
Le lettrage Fleetwood est apparu sur la bande de garniture du couvercle du pont arrière. Moulures de garniture latérales simples s'étendant du boîtier de roue avant à l'arrière de la voiture. L'équipement standard comprenait des freins assistés ; direction assistée ; transmission automatique Hydramatic ; lampes de secours doubles ; lave-glaces et essuie-glaces à deux vitesses ; disques de roue ; double rétroviseur extérieur ; miroir de courtoisie ; filtre à huile et fenêtres à évent électrique. La direction assistée et les amortisseurs ont été améliorés cette année. La cylindrée du moteur Cadillac OHV V8 a été augmentée à 6,4 L.
Les Cadillac de 1960 présentaient un style plus lisse, une interprétation plus subtile du thème du style introduit un an plus tôt. Les changements généraux comprenaient une calandre pleine largeur ; l'élimination des protections de pare-chocs avant pointues ; retenue accrue dans l'application de garnitures chromées ; ailerons inférieurs avec des nacelles de forme ovale qui enveloppaient des feux arrière et des feux de recul empilés et des feux indicateurs de direction montés sur l'aile avant. La berline et la limousine à empattement long avaient des sièges d'appoint auxiliaires, un style formel à six fenêtres à grande hauteur sous plafond, de larges panneaux à bords nervurés et des garnitures généralement similaires à celles de la Cadillac Series 6200 à d'autres égards. L'habitacle de la limousine était garni de tissu bradford ou de tissu Bedford, tous deux en combinaison avec de la laine. Un revêtement en cuir florentin était utilisé dans le compartiment du chauffeur. L'équipement standard était essentiellement le même que l'année précédente.

## 1961-1965
Cadillac a été redessiné et repensé pour 1961. La nouvelle calandre inclinée vers le pare-chocs et la lèvre du capot, le long du plan horizontal, et reposait entre deux phares. De nouveaux piliers avant inclinés vers l'avant avec une vitre de pare-brise non enveloppant ont été vus. Le nouvel équipement standard comprenait un verrou de coffre à télécommande.
Un léger lifting a caractérisé les tendances de style Cadillac pour 1962. Une grille plus plate avec une barre centrale horizontale plus épaisse et un insert hachuré plus délicat est apparue. Le panneau de garniture chromé nervuré, visible devant les logements de roue avant en 1961, a maintenant été remplacé par des feux clignotant et le modèle d'aile avant et les badges d'identification de série ont été supprimés. Des pièces d'extrémité de pare-chocs avant plus massives sont apparues et abritaient des feux de stationnement rectangulaires. À l'arrière, les feux arrière étaient désormais logés dans des nacelles verticales conçues avec un pic incliné au centre. Un panneau de porte arrière nervuré verticalement est apparu sur le panneau de verrouillage du couvercle du coffre. Le script Cadillac est également apparu sur le côté inférieur gauche de la calandre. Le nouvel équipement standard comprenait la télécommande extérieur du rétroviseur, le chauffage et le dégivreur et les feux de clignotant avant.
Dans l'ensemble, la Cadillac de 1963 était essentiellement la même que l'année dernière. Les changements extérieurs ont donné un aspect plus audacieux et plus long. Les capots et les couvercles de coffre ont été repensés. Les ailes avant ont projeté 4,625 po (117 mm) plus en avant qu'en 1962 tandis que les ailerons arrière ont été quelque peu abaissés pour offrir un profil plus bas. La sculpture latérale de la carrosserie a été entièrement éliminée. La grille de radiateur légèrement en forme de V était plus haute et incorporait désormais des extensions extérieures qui balayaient sous les phares doubles à garde-boue. Des feux de stationnement avant circulaires plus petits ont été montés dans ces extensions. Les voitures extra-longues à neuf places de Cadillac étaient les seules berlines à quatre portes à colonnes centrales de la gamme. L'équipement standard est à nouveau resté essentiellement inchangé. Les garnitures comprenaient une moulure de ceinture de caisse inférieure de pleine longueur d'un design simple mais élégant. Les cabriolets avec les lignes de toit et les pare-brise avec des piliers avant en forme de « patte de chien » étaient des reports de 1962 vus exclusivement sur cette série. Le moteur a été entièrement changé pour 1963, bien que la cylindrée et la puissance soient restées les mêmes.
Il était temps pour un autre lifting en 1964, qui fut vraiment mineur. Le nouveau à l'avant était une calandre bi-angulaire qui a formé une forme en V le long de ses plans vertical et horizontal. La barre de calandre horizontale principale était maintenant portée sur les côtés de la carrosserie. Les panneaux d'extension de la grille extérieure abritaient à nouveau les feux de stationnement et de clignotant. C'était la 17e année consécutive pour les ailerons arrière Cadillac avec un nouveau design à lame fine perpétuant la tradition. Les caractéristiques de l'équipement étaient les mêmes qu'en 1963 pour la plupart. Le Comfort Control, un système de chauffage et de climatisation entièrement automatique contrôlé par un thermostat à cadran sur le tableau de bord, a été présenté comme une première dans l'industrie. Le moteur a été propulsé à 7,0 L V8 OHV pour 1964. 340 ch (254 kW) a été le résultat.
Le modèle le plus long, le plus lourd, le plus riche et le plus cher de Cadillac a de nouveau été conçu de manière plus conventionnelle que les autres lignes en 1965. Par exemple, le nouveau cadre périmétrique n'était pas utilisé, pas plus que la transmission automatique améliorée. De plus, le contrôle automatique des niveaux n'était pas inclus. Même le lifting de style annuel n'a pas affecté ces voitures de luxe traditionnelles. Ils sont vendus avec toutes les commandes de puissance trouvées dans les Eldorado et ont ajouté des lampes de courtoisie et de carte et la liste d'équipement standard. Les ventes du châssis commercial ont augmenté de 30 unités, tandis que les livraisons de limousines ont légèrement diminué et la popularité de la berline à neuf places a connu une baisse considérable.

## 1966-1970
Comme d'habitude, les garnitures extérieures et les aménagements intérieurs Fleetwood ont enrichi la Series 75 en 1966. La première refonte majeure depuis 1961 comportait un cadre périmétrique complet. Le nouveau look a mis à jour l'apparence de la grande berline et de la limousine pour qu'elle corresponde à l'impression visuelle des autres lignes Cadillac. Le résultat a été une forte augmentation des ventes pour les deux modèles de production réguliers, mais pas pour les châssis commerciaux.
Nouveau chez Cadillac pour 1967 était un contour de panneau latéral redessiné qui a créé un look plus long et un aspect plus sculpté. Les améliorations techniques comprenaient un train de soupapes moteur révisé, un carburateur différent, un tableau de bord de circuit imprimé Mylar, des supports de carrosserie modifiés et un nouveau ventilateur de moteur avec embrayage pour un fonctionnement plus silencieux. Un insert de calandre de radiateur aux coins plus carrés avait un motif de hachures croisées qui apparaissait à la fois au-dessus du pare-chocs et à travers une section centrale abaissée, avec un aspect en forme de V utilisé pour la dernière fois dans les modèles 1954-1956. La nouvelle calandre avait un angle avant et des lames qui semblaient souligner ses membres verticaux. Des feux de stationnement rectangulaires étaient logés aux extrémités extérieures. Les révisions de style arrière ont été mises en évidence par des feux arrière divisés en métal et une section de pare-chocs inférieure peinte. Le nouveau style de cette année a été particulièrement bien rendu sur la Series 75 qui avait des ailes arrière extra-longues et une «serre» étendue avec un look formel à hauteur sous plafond élevée. Des emblèmes de couronne et de crête Fleetwood décoraient le capot et le coffre, avec des lettres majuscules Fleetwood sur le côté droit du couvercle du coffre. L'équipement standard comprend désormais un contrôle automatique des niveaux ; climatisation ; repose-pieds rabattables recouverts de moquette et pneus à flanc noir 8PR 8,20 x 15 quatre plis.
Le même style de base et la même ingénierie se sont poursuivis dans l'année modèle 1968, avec un certain nombre de raffinements. Une nouvelle calandre avait un insert de maillage plus fin et une section extérieure abaissée, qui maintenait les feux de stationnement rectangulaires un peu plus haut qu'auparavant. Le style de l'extrémité arrière a été légèrement modifié. Un changement évident était un capot plus long de 8,5 po (216 mm), qui incorporait des essuie-glaces encastrés. Le V8 standard a été agrandi, avec la cylindrée et le couple les plus élevés de tous les moteurs américains, développant 375 ch (280 kW). Sur les 20 combinaisons de couleurs de peinture extérieure, 14 étaient totalement nouvelles. Encore une fois marqués par de simples moulures extra-longues, un look formel à hauteur sous plafond élevée avec des portes taillées dans le toit et des emblèmes de couronne et de crête de type Fleetwood, les modèles à neuf places avaient l'empattement de production Cadillac le plus long, ainsi que des ventiplanes avant électriques, contrôle automatique des niveaux, rétroviseurs extérieurs à commande manuelle à droite, pneus à flanc noir de 8,20 x 15-8PR et climatisation automatique de série.
Bien que sa taille globale et son caractère soient restés pratiquement inchangés, la Cadillac 1969 a été redessinée. Les quarts arrière ont été agrandis pour donner à la voiture un look plus long. Il y avait une toute nouvelle calandre avec deux phares horizontaux positionnés dans les zones de descente extérieures de la calandre. Le capot a été à nouveau étendu, un total de 2,5 po (64 mm) pour ajouter l'impression d'une longueur supplémentaire. Carrosseries et garniture étirés ; emblèmes et embellissements Fleetwood ; les portes découpées dans un toit à hauteur sous plafond élevée, et des niveaux de finition généralement plus élevés ont continué de marquer la gamme la plus luxueuse de Cadillac. L'équipement standard comprenait le contrôle automatique des niveaux, la climatisation automatique, le désembueur de lunette arrière, quatre cendriers arrière et des pneus Blackwall à quatre plis de 8,20 x 15.
Un restylage relativement mineur a marqué les Cadillac de 1970. Un lifting a inclus une nouvelle grille avec 13 lames verticales contre une ouverture rectangulaire délicatement hachurée. Les entourages de phares en métal brillant étaient bordés de couleur de carrosserie pour donner un look plus raffiné. Des feux arrière verticaux étroits ont été revus, mais n'avaient plus de lentilles inférieures plus petites à pointe en V pointant vers le bas sous le pare-chocs. Les disques de roue et les emblèmes des ailes de crête ailée étaient nouveaux. L'équipement spécial trouvé sur la grosse berline et limousine Cadillac comprenait le contrôle automatique des niveaux ; désembuage de lunette arrière ; quatre cendriers arrière et rétroviseur extérieur droit manuel. Des systèmes de climatisation distincts ont été fournis pour les compartiments avant et arrière. Des écussons de couronne Fleetwood sont apparus à l'extrémité des ailes arrière, au-dessus de la moulure de ceinture, à la fois sur la berline et sur la limousine. Comme d'habitude, les portes de la limousine entraient dans le toit et une cloison fixe pour le conducteur avec séparateur de compartiment en verre réglable était à l'intérieur. Le compartiment avant a été garni de cuir véritable, l'arrière dans l'une des cinq combinaisons. Trois d'entre eux étaient la garniture en tissu Divan plus standard, tandis que le tissu Decardo ou le tissu Dumbarton avec cuir étaient les sélections les plus riches disponibles.

## 1971-1976
Comme toutes les gammes full-size GM, la Series 75 a été repensée pour 1971. Les nouvelles carrosseries GM, avec un espace aux épaules avant de 64,3 pouces (62,1 pouces sur Cadillac) et un espace aux épaules arrière de 63,4 pouces (64,0 pouces sur Cadillac), ont établi un record de largeur intérieure qui ne serait égalé par aucune voiture avant les modèles GM à propulsion arrière du début au milieu des années 1990. Des paires de phares carrés logés individuellement ont été écartées. La calandre en forme de V avait un insert de style casier à œufs et était protégée par des protections verticales massives encadrant une empreinte de plaque d'immatriculation rectangulaire. Un large capot avec des attelles de vent sur toute la longueur, un pli central proéminent et des essuie-glaces cachés a été vus. Une couronne et une crête Cadillac décoraient le capot et de nouveaux témoins lumineux apparaissaient sur chaque garde-boue avant. Les ouvertures des roues arrière étaient à nouveau recouvertes de jupes d'ailes. De longs feux arrière verticaux en lunette chromée étaient situés à l'extrémité des ailes arrière. De longues lampes de recul horizontales étaient placées dans le pare-chocs, de chaque côté d'un boîtier de plaque d'immatriculation profondément encastré. L'équipement standard comprenait un contrôle automatique des niveaux ; climatisation automatique ; désembuage de lunette arrière ; quatre cendriers arrière et rétroviseur extérieur droit manuel. Un toit en vinyle rembourré ajusté à la main était disponible. Le toit arrière pouvait être fini sur mesure de plusieurs façons différentes, y compris les fenêtres triangulaires «coach» ou les «blind quarter» recouverts de vinyle. L'ornementation comprenait les emblèmes et les lettrages de couronne de laurier Fleetwood traditionnels. Aucune bande de seuil de bas de caisse, panneau ou moulure d'extension n'a été utilisé. Et, bien sûr, la limousine avait des portes taillées dans le toit, un rembourrage spécial et une cloison pour conducteur avec une fenêtre de division réglable.
En 1972, une modeste révision frontale a mis davantage l'accent sur les lames de calandre horizontales. Les feux de stationnement ont été déplacés du pare-chocs pour aller entre les phares carrés à lunette, désormais plus espacés. L'équipement standard comprenait un contrôle automatique des niveaux ; repose-pieds recouverts de moquette ; direction assistée à rapport fixe ; télécommande de rétroviseur extérieur droit ; désembueur de lunette arrière et climatisation automatique. La berline comprenait des sièges auxiliaires rabattables. La limousineavait les portes coupées dans le toit et avait la cloison traditionnelle et le diviseur en verre. Plusieurs traitements de toit en option étaient disponibles, faisant de ces modèles de véritables véhicules de type semi-personnalisé.
De nouveaux pare-chocs absorbant l'énergie ont été vus sur toutes les voitures GM en 1973 et ont apporté des raffinements de style à la Series 75. Les grilles ont été élargies et avaient une conception complexe de caisse d’œufs. De plus grands rectangles verticaux abritaient les feux de stationnement entre des phares espacés larges qui avaient des lunettes carrées mais des verres ronds. Les pare-chocs couraient complètement sur le devant et s'enroulaient autour de chaque extrémité. Les protections verticales étaient espacées beaucoup plus loin à un point extérieur de la grille. L'extrémité arrière avait un pare-chocs avec une section supérieure plus plate abritant la plaque d'immatriculation. Des feux de position latéraux arrière rectangulaires simples montés horizontalement ont été placés sur et sous la pointe arrière de la garniture de ceinture mince. Le script Cadillac a été vu sur les côtés des ailes avant sous la moulure de ceinture derrière l'ouverture de roue. L'empattement long, la Series 75 coûteuse étaient d'immenses automobiles avec des traitements de vitres latérales aux coins arrondis et des « vitres de carrosserie » plutôt grandes découpées dans les montants du toit arrière. L'équipement standard comprenait des repose-pieds recouverts de moquette; direction assistée à rapport fixe; désembueur de lunette arrière; climatisation automatique et rétroviseurs extérieurs droit actionnés par télécommande. Les bandes d'impact de pare-chocs étaient également standard.
En 1974, une large grille en casier a été utilisée. Les phares ronds doubles ont été montés rapprochés dans des lunettes carrées. Plus à l'extérieur étaient des feux de stationnement enveloppants à deux niveaux. Des protections de calandre verticales plus courtes sont apparues à peu près dans la même position qu'auparavant. Les ailes arrière étaient plus plates. La moulure fine de ceinture de caisse était positionnée plus bas de plusieurs pouces. L'extrémité arrière avait des extrémités de pare-chocs verticales avec les feux de position latéraux intégrés. De nouveaux feux arrière horizontaux ont été placés sous le couvercle du coffre. Les deux pare-chocs, en particulier l'arrière, dépassaient davantage de la carrosserie. À l'intérieur, un nouveau tableau de bord incurvé « de l'ère spatiale » abritait une nouvelle horloge numérique contrôlée par quartz. L'équipement standard comprenait un contrôle automatique des niveaux ; repose-pieds en moquette ; direction assistée à rapport fixe ; désembueur de lunette arrière; climatisation automatique ; ensemble de remorquage et rétroviseur extérieur droit à télécommande. Les pneus latéraux L78-15 / D étaient de série. On retrouve également sur les nouvelles bandes d'impact de pare-chocs du gris et du blanc sur la Series 75. Le script de la série est apparu sur les ailes avant, derrière les passages de roue, et des vitres «de carrosserie» sont apparues sur le montant du toit arrière. Twilight Sentinel était désormais présenté sur les 75 à prix régulier.
Les changements de style pour 1975 ont apporté des phares rectangulaires doubles flanqués de phares de clignotant rectangulaires enroulés autour de nouvelles ailes avant carrées. Une nouvelle calandre hachurée est également apparue, avec le script Cadillac sur le devant. Les deux empattements longs de la série 75 sont livrés avec deux systèmes de climatisation distincts ; amortisseurs pneumatiques à nivellement automatique ; sièges strapontins ; désembuage de lunette arrière ; équipement de remorquage et rétroviseurs extérieurs droit à télécommande. La limousine avait un compartiment chauffeur en cuir et une fenêtre en verre. Des plaques d'identification ont été posées sur les ailes avant, derrière l'ouverture des roues. Des garnitures décoratives Fleetwood ont été vues. Une nouvelle lunette arrière triangulaire, de conception beaucoup plus mince qu'auparavant, a été vue.
En 1976, la calandre a vu un nouveau motif de hachurage plus fin. Les clignotants ont reçu une nouvelle garniture chromée horizontale tandis que les feux arrière ont gagné une nouvelle garniture semblable à du chrome. Les nouvelles plaques signalétiques 'Fleetwood' avec lettrage en bloc ont remplacé le script 'Fleetwood' sur les ailes avant et le couvercle du coffre. Un différentiel contrôlé (à glissement limité) a été inclus pour une traction supplémentaire. Un système d'éclairage et de dissuasion antivol était en option. Une nouvelle batterie Delco Freedom n'a jamais eu besoin d'eau. De nouvelles aubes de turbine et des enjoliveurs de roues à rayons ont été proposés. Une nouvelle option verrouillé les portes lorsque le levier de transmission été placé sur « Drive ». Cadillac a également offert « Track Master », un système informatisé de prévention du dérapage qui pompe automatiquement les freins arrière en cas d'urgence pour raccourcir la distance d'arrêt. Les nouvelles options comprenaient une bande météo à bouton-poussoir intégrée à la radio a recherche de signal stéréo AM/FM. Sur les 15 couleurs de carrosserie Firemist standard et six en option, 13 étaient neuves cette année. La Series 75 est restée le seul véhicule de construction américaine conçu et construit strictement comme une limousine. Les Big 75 avaient deux systèmes de climatisation automatiques séparés. Les choix intérieurs étaient le tissu velours écrasé Medici en noir ou bleu foncé, ou Magnan Knit en gris clair. Les sièges rabattables grande largeur pouvaient accueillir trois passagers supplémentaires. Les passagers peuvent utiliser le panneau de commande pour lever/baisser les fenêtres, allumer les lampes de lecture, faire fonctionner la radio ou (dans les limousines) lever/baisser la cloison centrale. Il y avait de grandes baies vitrées fixes derrière les portes arrière. L'injection électronique de carburant était facultative sur le V8 OHV de 8,2 L. Un toit en vinyle capitonné à grain croisé était facultatif. La Series 75 avait également de nouvelles garnitures de frein arrière traitées au graphite, des sabots renforcés et un servofrein Hydro-Boost. Ils ont également revendiqué quatre briquets plutôt que les deux habituels.

## 1977-1984 Fleetwood Limousine
En 1977, General Motors réduisit considérablement la taille de ses voitures full-size en réponse à la législation fédérale américaine Corporate Average Fuel Economy (CAFE). La Cadillac Fleetwood Limousine roulait sur un empattement de 144,5 pouces et était propulsée par un V8 de 7,0 L (425 pouces cubes). Ce moteur était essentiellement une version sans ennui du V8 472/500 (7,9 L / 8,2 L) des années précédentes. Comparée à la Cadillac Fleetwood 75 de 1976 qu'elle a remplacée, la Cadillac Fleetwood Limousine avait un empattement de 7,0 pouces plus court et pesait environ 900 lb (340 kg) de moins.
Le moteur de 425 pouces cubes (7,0 L), un alésage réduit de 472, a été encore réduit pour 1980-1981 à 368 pouces cubes ou 6,0 litres. Pour 1981, le 368 était équipé d'un système de déplacement modulé conçu par Eaton Corporation, contrôlé par un ordinateur numérique, qui fermait les soupapes d'admission et d'échappement à deux ou quatre des huit cylindres, fonctionnant ainsi efficacement comme un V6 ou V4 sous une charge légère où en troisième vitesse à plus de 56 km/h. Ce moteur s'appelait le « V8-6-4 », et son électronique et ses capteurs se sont révélés gênants, et, à l'exception des limousines, ce moteur a été abandonné après 1981. Les commandes et les capteurs du moteur étaient une avancée pour la puissance informatique de l'époque.
Les 425 et 368 sont des versions de petit calibre de la 472 durable (qui a été introduite fin 1967 pour l'année modèle 68). Le 500 plus gros avait l'alésage du 472 mais une course plus longue. Cette famille de moteurs était le dernier moteur en fonte Cadillac et le dernier «gros bloc».

## 1985-1987
Une nouvelle plate-forme monocoque à carrosserie en C General Motors a été introduite en 1985. La série 75 est brièvement passée à cette plate-forme, étirée de 23,6 pouces (599 mm) à un empattement de 134,4 pouces (3 414 mm). Même ainsi, l'édition moderne était plus de deux pieds plus courte que l'ancienne version à propulsion arrière et pesait 1200 livres de moins, et naturellement, beaucoup plus étroite. Le V8 HT-4100 en aluminium de 4,1 L a été utilisé pour alimenter la dernière génération de la Series 75. La transmission était une automatique à 4 vitesses. Contrairement aux générations précédentes, les limousines n'ont pas été construites à partir de zéro, mais créées à partir de la Coupe DeVille de l'usine d'Orion plutôt que de berlines avec des portes supplémentaires ajoutées dans le processus d'étirement de l'empattement de 110,8 pouces (2814 mm) à 134,4 pouces (3,414 mm). Ils ont été construits par Hess & Eisenhardt dans une usine de Madison Heights, Michigan,. Les panneaux de commande arrière permettent aux passagers de verrouiller ou déverrouiller les portes, d'actionner les vitres électriques, de régler la température et de contrôler l'unité stéréo. De plus, des boutons poussoirs dans les panneaux arrière ont permis aux passagers arrière de déverrouiller les portes arrière électriquement. Initialement, seule la limousine standard à huit places était disponible, mais plus tard dans l'année modèle, une limousine formelle à sept places a été proposée avec une cloison avec vitre coulissante entre les compartiments avant et arrière, et une climatisation secondaire (montée sur le coffre). Les limousines de la Series 75 étaient dotées de rétroviseurs électriques et de modèles de sièges de style "Fleetwood" spécifiques. Les roues en alliage d'aluminium étaient de série sur toutes les 75. En juin 1985, le directeur général de Cadillac et vice-président de General Motors, John O. Grettenberger, a qualifié la toute nouvelle limousine Fleetwood 75 de «l'une des réalisations de développement de véhicules les plus importantes des 83 ans d'histoire de la division Cadillac Motor Car».
Seuls des changements mineurs d'équipement sont arrivés pour 1986, y compris le combiné d'instruments électroniques auparavant optionnel qui était maintenant un équipement standard, et un téléphone cellulaire monté sur l'accoudoir avec microphone aérien est devenu disponible. Le grain de cerise a remplacé l'ancien grain de noyer sur les appliques du tableau de bord et des garnitures de porte. Le verrouillage automatique des portes empêchait les portes de s'ouvrir avec la limousine en marche.
La Cadillac Fleetwood Limousine était disponible en huit couleurs (deux émaux, quatre métalliques et deux couleurs supplémentaires). Les couleurs extérieures comprenaient le Cotillion White, le Sable Black, le Platinum Metallic, le Academy Gray Metallic, le Gossamer Blue Metallic, le Commodore Blue Metallic, le Corinthian Blue Firemist et le Black Cherry Pearlmist. Le revêtement de toit en vinyle Tuxedo Grain était disponible en six couleurs assorties pour toutes les nuances (y compris Black Cherry Pearlmist), à l'exception du Gossamer Blue et du Corinthian Blue, qui étaient équipés du toit en vinyle Dark Blue (la même couleur utilisée pour les modèles Commodore Blue). Les bandes décoratives extérieures unicolores de l'équipement standard étaient disponibles en neuf couleurs, dont White, Dark Gray, Black, Light Blue, Medium Mauve, Dark Blue, Gold, Red et Dark Claret. Les couleurs intérieures ont été rembourrées en Black, Gray et Dark Blue - en Royal Prima Cloth ou en Leather en option. Le compartiment avant de la Formal Limousine (avec la fenêtre de séparation) a été recouvert de Black Leather, quelle que soit la couleur ou le matériau sélectionné pour le compartiment arrière.
Le style avant et arrière de la limousine et de la limousine Formal a été révisé pour 1987. Une nouvelle calandre, des moulures de capot et des phares en composite avec lunette enveloppante et lampes de clignotant ont été utilisées. Le style arrière comportait désormais des extensions de quart allongées contre lesquelles les feux arrière, le pare-chocs et la garniture de pare-chocs s'adaptent parfaitement. Une autre nouveauté a été le moulage à bascule rainuré de six pouces de large en composite acier inoxydable / aluminium avec une rainure d'accentuation à nervure unique. Pour 1987, de nouveaux supports de moteur hydro-élastiques ont été utilisés pour isoler davantage les vibrations du groupe motopropulseur.
En 1987, la Sixty Special a été réintroduit dans une production limitée pour répondre aux demandes non limousines, bien que le 75 ait continué à être construit par Hess & Eisenhardt et offert jusqu'en 1992 uniquement sur commande spéciale.